# علي بن إبراهيم النعيمي
علي بن إبراهيم النعيمي (1935 م) هو وزير البترول والثروة المعدنية السعودي السابق ورئيس مجلس أمناء جامعة الملك عبد الله للعلوم والتقنية. تولى منصب وزير البترول والثروة المعدنية في المملكة العربية السعودية في شهر أغسطس 1995، وكان قبلها قد تولى منصبي الرئيس وكبير الإداريين التنفيذيين في شركة أرامكو السعودية لفترةٍ تزيد على عشر سنوات.

## العمل والتعليم
التحق بشركة أرامكو لشغل وظيفته الأولى في الشركة.
وفي عام 1956م اختير لمتابعة عدة دورات دراسية في الخارج، بدأت في بيروت حيث درس في الكلية العالمية (إنترناشونال كوليدج) ثم في الجامعة الأمريكية وتابع تحصيله بعد ذلك في جامعة ليهاي في بنسلفانيا حيث نال درجة البكالوريوس في الجيولوجيا في عام 1962م، ثم حصل على درجة الماجستير في الجيولوجيا من جامعة ستانفورد في عام 1963م.
شهدت السنوات التالية من خدمة النعيمي في أرامكو السعودية ترقيته إلى عدة وظائف في أعمال الزيت فمن ملاحظ أشغال إلى ناظر مساعد، ثم من ناظر إلى مدير وشغل أول منصب إداري تنفيذي له في الشركة عام 1975 م حين عُيّن نائباً للرئيس للإنتاج وحقن الماء وبحلول عام 1978 م أصبح نائباً أعلى للرئيس لأعمال الزيت، وفي عام 1980 م، انتخب عضواً في مجلس إدارة الشركة.
وفي عام 1982 م أصبح النعيمي نائب الرئيس التنفيذي للأعمال ثم أصبح أول سعودي يتم تعيينه رئيساً للشركة، وذلك في عام 1984 م وفي عام 1988 م أصبح كبير الإداريين التنفيذيين بالإضافة إلى منصبه رئيساً للشركة.

## هبوط أسعار النفط 1997

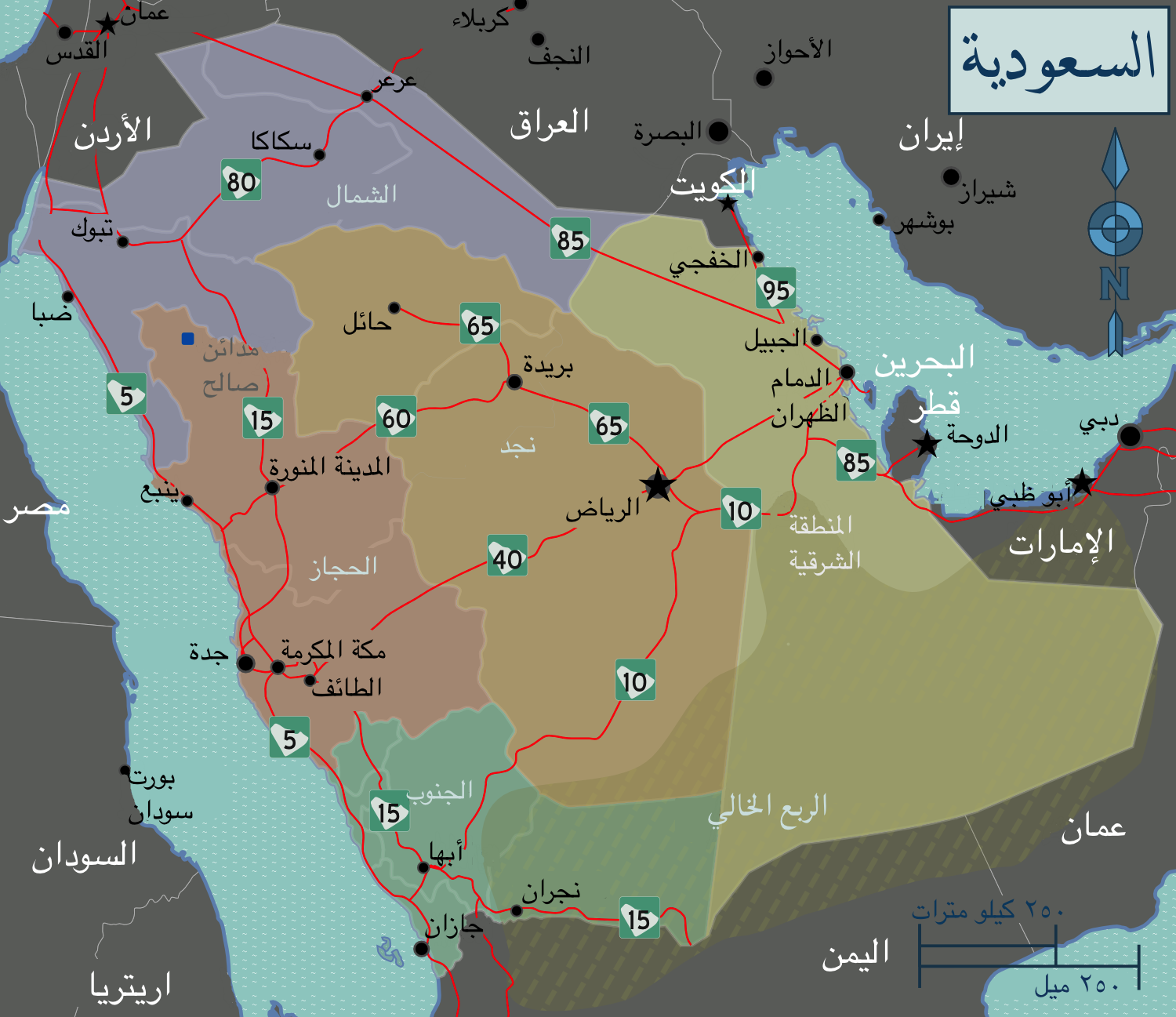
خارطة المملكة العربية السعودية

تعد المملكة العربية السعودية أكبر مصدر للنفط في العالم ، ويعدّ النفط والغاز الطبيعي من أهم المصادر الطبيعية فيها، ويبلغ احتياطيها الثابت من النفط الخام 260,5 مليار برميل وإنتاجها اليومي يزيد عن 11 مليون برميل، وتبلغ صادرات النفط الخام أكثر من 10 ملايين برميل يوميا الا انه لم يشفع لها قوة انتاجها الكبيرة بسبب هبوط الأسعار.
ظلت أسعار النفط تدور في فلك الـ 20 دولار عام 1997 وهو العام الذي انهارت فيه الاقتصادات الآسيوية وتسبب بما يعرف بالأزمة الآسيوية. وكانت أوبك اجتمعت في إندونيسيا في ذلك العام واتفق الأعضاء على رفع الإنتاج وتزامن هذا مع انطلاق برنامج النفط مقابل الغذاء (العراق) وبفضل هذه الظروف انهارت الأسعار لتصل إلى 10 دولارات.
وانتهت هذه الأزمة بتكليف الوزير السعودي علي النعيمي من قبل الملك عبد الله لحل الأزمة حيث تمكن الوزير النعيمي من إقناع أوبك والمنتجين خارج المنظمة مثل روسيا والنرويج بخفض الإنتاج لرفع الأسعار.

## مؤهلاته العلمية
- بكالوريس : جيولوجيا من جامعة لاهاي بالولايات المتحدة الأمريكية.
- ماجستير : جيولوجيا من جامعة ستانفورد بالولايات المتحدة الأمريكية.

## مناصبه
- ناظر لقسم الإنتاج في بقيق.
- المدير المساعد للإنتاج ومدير الإنتاج في المنطقة الشمالية
- نائب الرئيس لشؤون الإنتاج وحقن المياه.
- نائب الرئيس التنفيذي لأعمال الزيت والغاز.
- رئيساً لشركة أرامكو السعودية.
- وزيراً للبترول والثروة المعدنية، ويعد هذا الوزير من الوزراء العصاميين.
- كما أنه عضو في عدد من المؤسسات والمجالس الحكومية.
- عين رئيسا لمجلس أمناء جامعة الملك عبد الله للعلوم والتقنية.

## الجوائز والتكريم
2007: جائزة «الريادة في الإنجاز» والممنوحة له من قبل مجموعة الاقتصاد والأعمال.
2008: جائزة دوهرست في مؤتمر البترول العالمي والذي عقد في مدريد.
2009: منحه خادم الحرمين الشريفين الملك عبد الله بن عبدالعزيز وشاح الملك عبدالعزيز من الدرجة الثانية.
وقد مُنح علي النعيمي، في شهر يوليه من عام 1995 م، الدكتوراه الفخرية من جامعة هاريوت - واط في إدنبره باسكتلندا تقديراً لإنجازاته في مجال إدارة وإنتاج الزيت والغاز من خلال عمله المميز في أرامكو السعودية.

## المؤلفات
(من البادية إلى عالم النفط). صدر عام 2016.

## روابط خارجية
- علي بن إبراهيم النعيمي على موقع مونزينجر (الألمانية)
- علي بن إبراهيم النعيمي على موقع إن إن دي بي (الإنجليزية)